# Lupinus otto-buchtienii
Lupinus otto-buchtienii är en ärtväxtart som beskrevs av Charles Piper Smith. Lupinus otto-buchtienii ingår i släktet lupiner, och familjen ärtväxter. Inga underarter finns listade i Catalogue of Life.